# Bitka za ranjence (album)
Bitka za ranjence je debitantski studijski album slovenske rock skupine Sokoli, izdan na vinilni plošči leta 1989 pri založbi KA Triglav v sodelovanju z Dramo SNG. Naslov albuma se navezuje na bitko na Neretvi med 2. svetovno vojno, ki se ji včasih reče tudi "bitka za ranjence".

## Seznam pesmi
Vse pesmi je napisala skupina Sokoli.
| Stran A | Stran A                  | Stran A |
| Št.     | Naslov                   | Dolžina |
| ------- | ------------------------ | ------- |
| 1.      | „V ritmu lipovega lista‟ |         |
| 2.      | „Prihajajo prazniki‟     |         |
| 3.      | „Dijete‟                 |         |
| 4.      | „Spomini minulega dneva‟ |         |

| Stran B | Stran B                  | Stran B |
| Št.     | Naslov                   | Dolžina |
| ------- | ------------------------ | ------- |
| 5.      | „Svršimo zajedno‟        |         |
| 6.      | „Nova moč‟               |         |
| 7.      | „Anđeo‟                  |         |
| 8.      | „Nisi jedina‟            |         |
| 9.      | „Ovi momci nisu za džez‟ |         |

## Zasedba
Sokoli
- Peter Lovšin — vokal
- Oto Rimele — kitara
- Iztok Černe — kitara
- Dare Hočevar — bas kitara
- Roman Dečman — bobni

Ostali
- Alenka Godec — vokal
- Mario Marolt — tenor saksofon
- Lado Jakša — sopran saksofon
- Šeki Gayton — konge
- pevski zbor Komedija zmešnjav — vokali